# Перашут
Перашут (на английски: Parachute) е град в окръг Гарфийлд, щата Колорадо, САЩ. Перашут е с население от 1290 жители (2008) и обща площ от 3,2 km². Намира се на 1552 m надморска височина. ЗИП кодът му е 81635, 81636, а телефонният му код е 970.